# Římskokatolická farnost Přední Výtoň
Římskokatolická farnost Přední Výtoň je územním společenstvím římských katolíků v rámci českokrumlovského vikariátu českobudějovické diecéze.

## O farnosti

### Historie
Obec Přední Výtoň je poprvé připomínána v roce 1377. Od roku 1386 v místě působili paulíni, kteří si při místním kostele sv. Filipa a Jakuba postavili malý klášter (papež Inocenc VIII. odpustky pro ty, kdo do Výtoně vykonají pouť a přispěje na stavbu). V první čtvrtině 16. století začal řád paulínů v místě upadat a roku 1548 byla jejich komunita rozpuštěna. Areál kostela a kláštera převzali vyšebrodští cisterciáci. V roce 1786 byla v místě zřízena lokálie, povýšená v roce 1861 na samostatnou farnost. V letech 1883–1886 byl areál kostela renovován. Roku 1945 zabrala celý areál armáda.

### Současnost
Po napuštění lipenské přehradní nádrže je klášterní areál těsně nad vodní hladinou. V letech 1994–1995 byl kostel s bývalým klášterem (z kláštera se dochovaly pouze dvě místnosti, z nichž jedna bývala kdysi refektářem) renovován. Farnost byla přičleněna ex currendo k Vyššímu Brodu. Kostel je majetkem církve, bývalý klášter patří státu.
| Kostel                     | Místo        | Bohoslužba                                          | Bohoslužba                                | Poznámka     |
| -------------------------- | ------------ | --------------------------------------------------- | ----------------------------------------- | ------------ |
| Kostel sv. Filipa a Jakuba | Přední Výtoň | 1., 3. a 5. neděle v měsíci 2. a 4. neděle v měsíci | 8.30 (bohoslužba slova) 11.15 (Mše svatá) | farní kostel |